# Batalla de Zornotza
La batalla de Zornotza fou una de les batalles de la guerra del Francès.

## Antecedents

Campanyes franceses

A finals de 1807, Napoleó va decidir que la monarquia de Carles IV, aliada però independent, era ja de molt escassa utilitat i que seria molt més convenient per als seus designis la creació d'un Estat satèl·lit, i el Tractat de Fontainebleau de 1807, que van firmar autoritzava les tropes napoleòniques a creuar Espanya per tal d'envair Portugal.
Les primeres tropes franceses entren a Espanya per Catalunya el 10 de febrer de 1808, comandades pel general Guillaume Philibert Duhesme en direcció a València. Posteriorment entrarien les tropes de Joseph Chabran, que ocupen el Castell de Sant Ferran de Figueres, Honoré Charles Reille i Laurent Gouvion Saint-Cyr. El 13 de febrer de 1808, les tropes de Duhesme i Giuseppe Lechi entren a Barcelona. Els francesos van prendre Pamplona el 16 de febrer, i el general Joachim Murat va arribar a Burgos el 13 de març de 1808 camí de Madrid per obtenir la seva adhesió. L'abril de 1808 Napoleó després d'aconseguir l'abdicació de Carles IV i Ferran VII a Baiona, va nomenar rei el seu germà Josep I Bonaparte.
Iniciada la revolta amb l'aixecament del 2 de maig de 1808 i les renúncies successives de Carles IV i el seu fill Ferran al tron d'Espanya en favor de Napoleó Bonaparte. La derrota de les tropes napoleòniques el juliol a la batalla de Bailèn va tenir greus conseqüències per a l'esforç bèl·lic francès. La notícia es va estendre per tota la península, i l'arribada dels anglesos i la reorganització dels exèrcits espanyols que planejaven l'atac de Madrid va forçar el rei Josep I Bonaparte a abandonar Madrid i retirar tot l'exèrcit més enllà de l'Ebre.
Napoleó va haver de tornar a Espanya de nou amb un nombrós exèrcit per consolidar el seu domini i ordenà al mariscal Claude Victor Perrin, i al general François Joseph Lefebvre que bloquegessin Blake mentre ell avançava cap a Burgos.

## Desenvolupament tàctic
Després de l'ocupació de Bilbao per l'exèrcit de Galícia de Joaquín Blake el 12 d'octubre i va avançar fins a Durango (Biscaia), i el 31 d'octubre, François Joseph Lefebvre va desobeir les ordres de Napoleó i va llançar el seu IV Cos a un atac prematur contra Blake, que es dirigia de Reinosa al País Basc, interceptant-lo a Zornotza. Blake es va veure profundament superat per l'aparició de les forces franceses i va prendre mesures immediates per retirar les seves tropes i canons. La infanteria espanyola, que lluitava sense suport d'artilleria, fou derrotada ràpidament, però escapà de bon ordre a Balmaseda, mentre els francesos entren a Bilbao.

## Conseqüències
Napoleó es dirigeix de Vitòria a Madrid, derrotant els espanyols a Gamonal i fent de Burgos el quarter general. El 12 de novembre, revistades les tropes, va anunciar el perdó i l'amnistia general als espanyols que en un mes a comptar de l'entrada a Madrid, deposessin les armes i renunciessin a qualsevol aliança i comunicació amb els anglesos. Napoleó va partir cap a Madrid, deixant al seu germà Josep a la ciutat. Els espanyols van ser incapaços d'expulsar els francesos per la seva derrota a la batalla de Tudela el 23 de novembre i els francesos avançaren de nou sobre Madrid. Derrotaren pocs dies després els espanyols a la batalla de Somosierra, i entraren a la capital el 4 de desembre, mentre Saragossa era assetjada.